# Weiherhaus (Altenthann)
Weiherhaus ist ein Ortsteil der Gemeinde Altenthann im Oberpfälzer Landkreis Regensburg (Bayern).

## Geografische Lage
Die Einöde Weiherhaus liegt in der Region Regensburg nördlich der Staatsstraße 2145 etwa einen Kilometer südlich von Altenthann am Weiherhausbächlein, das sich ungefähr 500 Meter weiter östlich mit dem Gottesberger Bächlein vereinigt und in den Otterbach mündet.

## Geschichte
Weiherhaus wurde 1576 im Stiftsbuch von Lichtenwald als „Haus bey dem großen Weyher“ erstmals erwähnt. 1582 wurde es als zu Erbrecht verliehen genannt und 1588 im Giltbuch der Hofmark Lichtenwald aufgeführt.
Im 18. Jahrhundert gehörte Weiherhaus zur Hofmark Altenthann.
Zum Stichtag 23. März 1913 (Osterfest) gehörte Weiherhaus zur Pfarrei Altenthann und hatte zwei Häuser und elf Einwohner.
Am 31. Dezember 1990 hatte Weiherhaus sieben Einwohner und gehörte zur Pfarrei Altenthann.